# Гарегін I
Гарегін I (вірм. Գարեգին Ա, світське ім'я Ншан Акопович Саркісян, (вірм. Նշան Սարգիսեան), 27 серпня 1932 — 29 червня 1999) — Патріарх і Католикос всіх вірмен, предстоятель Вірменської Апостольської Церкви з 4 квітня 1995 року по 29 червня 1999 року.

## Біографія
Ншан Саркісян народився 27 серпня 1932 року в Кесабе (Сирія). Початкову освіту здобув у місцевій школі Усумнасірац. У 1946—1952 роках навчався в Духовий семінарії Кілікійського католикосата Вірменської апостольської церкви. Потім займався викладацькою діяльністю. 29 травня 1949 року висвячений в диякони, а 28 вересня 1952 року — у ієромонахи; прийняв ім'я Гарегін — на честь покійного Калікійського Католикоса Гарегіна I Овсепянца. 5 червня 1955 року отримавши сан архімандрита, викладав у Московській духовній семінарії, а в 1956 році став її інспектором. У 1957—1959 роках вивчав богослов'я в Оксфордському університеті (Велика Британія), захистив дисертацію на тему: «Халкидонський собор і Вірменська Церква», отримав вчений ступінь доктора з теології. Після закінчення курсу продовжив інспекторську діяльність в Кілікійському Католікосаті, викладав в вірменських ліцеях та коледжах, виступав з лекціями з питань богослов'я, літератури, історії та культури в семінарії Ншан Паланджян Бейрута і в Американському університеті Бейрута, в різних церквах. 16 червня 1963 році йому присвоїли сан верховного архімандрита, 19 січня 1964 року вже був висвячений в сан єпископа. Кілька років був архієпископом Ірано-індійської і Північно-Американської єпархій Вірменської апостольської церкви. У 1971 році був обраний вікарієм Ірано-індійської єпархії. 26 квітня 1973 року удостоєний сану архієпископа. У 1973 році направлений посланником в Східну єпархію Північної Америки (Нью-Йорк), а через рік очолив цю єпархію. 22 травня 1977 року — ще за життя Кілікійського Католикоса Хорена I Бароян — архієпископ Гарегін був обраний сопрестольним Католикосом, а з лютого 1983 року, після смерті Хорена I, став повноправним главою Кілікійського Католікосата — Гарегином II.
4 квітня 1995 року католикос Кілікійської Вірменської апостольської церкви Гарегін II був обраний на Загальнонаціональному церковному з'їзді Верховним Патріархом і 131-м Католикосом усіх вірмен, під ім'ям Гарегіна I.
Гарегін Саркісян активно брав участь в діяльності Всесвітньої ради церков (ВРЦ), обирався делегатом ряду з'їздів цієї міжнародної релігійної організації, був членом центральної і виконавчої комісії ВРЦ, а в 1975—1983 роках був віце-президентом Ради. У 1985—1989 роках був одним із засновників і співголів, а в 1989—1999 — головою Ради Церков Близького Сходу.
У 1998 році був обраний почесним членом Національної Академії наук Вірменії.
Гарегін Саркісян був відомий своєю екуменістичною діяльністю. Він мав зустрічі з Іваном-Павлом II, Архієпископом Кентерберійським Джорджем Кейрі (George Carey), з Шенудою III, папою Коптської Церкви. Підтримував тісні контакти з Реформатською Церквою Швейцарії і з лютеранськими церквами Данії та Німеччини.
Гарегін I помер 29 червня 1999 року, о 17 годині 50 хвилин внаслідок інтоксикації, викликаної злоякісною пухлиною на язиці, і серцево-судинною недостатностю. Похований 8 липня біля входу в Кафедральний Собор Святого Ечміадзіна.